# Kidzsong-tong
Kidzsong-tong (hangul: 기정동, handzsa: 機井洞, RR: Kijŏng-tong) egy falu Észak-Korea déli részén, a koreai demilitarizált övezet területén, jogilag Keszong (Kaesŏng), azon belül Phanmun (P'anmun) kerület, Phjonghva-ri (P'yŏnghwa-ri) része. a dél-koreai és nyugati médiában azonban Propagandafalu (선전마을, Szondzson Maul (Seonjeon Ma-eul)) néven szokták emlegetni. A falu egyike annak a két településnek, amelyek a koreai háborút lezáró panmindzsoni (p'anmunjŏmi) fegyverszünet által létrehozott 4 kilométer széles demilitarizált övezetben maradhattak. A másik a dél-koreai Teszong-tong (Daeseong-dong), 2,22 kilométerre onnan.

## Történelem
Az észak-koreai hivatalos álláspont szerint a falu 200 fős termelőszövetkezet, ahol található gyermekgondozási központ, óvoda, általános és középiskola, valamint kórház is. A dél-koreai megfigyelések azonban arra engednek következtetni, hogy valójában egy Patyomkin-faluról van szó, amelyet az 1950-es években építettek drágán, propagandacélokra, hogy a határon való átszökésre bátorítsák a délieket, és elszállásolják a területen található létesítményekben szolgáló katonákat. Habár meglátogatni nem lehet, ez az egyetlen olyan északi település, amely látótávolságra van a demilitarizált övezettől.
A faluban egy sor többemeletes, öntött beton épület és apartman található, amelyek közül sokba vezették be az elektromosságot. Ez az 1950-es években igen nagy luxust jelentett mind északon, mind délen. Az élénk kék tetejű épületeket úgy építették fel, hogy a hatalmas északi zászló mellett a legkiválóbb vonások legyenek láthatóak a déli szemlélődők számára. A modern távcsövekkel való alapos vizsgálat azonban azt mutatja, hogy az épületek egyszerű betonvázak, ablaküveg vagy belső szobák nélkül, a lámpákat időnként fel-le kapcsoló és az üres járdákat végigsöprő személyzettel, akik az aktivitás látszatát igyekeznek fenntartani.
2004-ig az épületek némelyikének tetején található hatalmas hangszórók folyamatosan sugározták északi propagandaműsorokat dél felé. A tartalom eredetileg Észak-Korea erényeinek magasztalása volt, valamint az elégedetlen katonákat és földműveseket szólította fel a határon való átsétálásra, hogy a túloldalon testvérként fogadják őket. Mivel a gyakorlatban ez igen kis mértékben bírt rá embereket erre, a tartalmat megváltoztatták, és harsogó, elítélő nyugatellenes beszédeket, kommunista agitprop operákat és hazafias menetelő zenét játszottak nagy hangerővel a nap 20 órájában.
Az 1980-as években a dél-koreai kormány 98,4 méteres zászlótartót építtetett Teszongdongban, amely egy 130 kilogrammos zászlót tartott. Az észak-koreai kormányzat erre egy 160 méteres zászlótartó építésével válaszolt, amely egy 270 kilogrammos zászlót tartott, 1,2 kilométerre a határtól. Ezt sokan hívták zászlótartó háborúnak is. Az észak-koreai zászlótartó rúd a harmadik legnagyobb a világon, csak a tádzsikisztáni Dusanbében található 165 méteres és az azerbajdzsáni Bakuban található 162 méteres tartó előzi meg.

## Fordítás
- Ez a szócikk részben vagy egészben  a   Kijŏng-dong című angol Wikipédia-szócikk ezen változatának fordításán alapul.  Az eredeti cikk szerkesztőit annak laptörténete sorolja fel. Ez a jelzés csupán a megfogalmazás eredetét és a szerzői jogokat jelzi, nem szolgál a cikkben szereplő információk forrásmegjelöléseként.